# أنتوني دورست
أنتوني دورست (بالإنجليزية: Anthony Dorsett)‏ هو منافس ألعاب قوى أمريكي، ولد في 14 سبتمبر 1973 في أليكويبا في الولايات المتحدة.

## وصلات خارجية
- أنتوني دورست على موقع مرجع كرة القدم المحترفة.كوم (الإنجليزية)